# Ото II (Олденбург)
Вижте пояснителната страница за други личности с името Ото II.
Ото II фон Олденбург-Делменхорст (на немски: Otto II (III) von Oldenburg-Delmenhorst; † 2 февруари 1304) е граф на Олденбург-Делменхорст заедно с брат му Кристиан III фон Олденбург.

## Произход и управление
Той е син на граф Йохан I фон Олденбург († ок. 1270) и съпругата му Рихца фон Хоя, дъщеря на граф Хайнрих II фон Хоя. 
След смъртта на баща му ок. 1270 г. той и брат му Кристиан III фон Олденбург († 1285) са под опекунството на чичо им абат Ото фон Олденбург.

## Фамилия
Ото II фон Олденбург-Делменхорст се жени за Ода фон Щернберг († 1291), дъщеря на граф Хайнрих I фон Щернберг. Те имат децата:
- Йохан I (III) († 1348), граф на Олденбург-Делменхорст, женен за Кунигунда фон Вьолпе († сл. 1335)
- Хайлвиг († сл. 1297), омъжена на 27 юни 1297 г. в Орвието за Вернер I фон Хадмерслебен, граф фон Фридебург († сл. 1314)
- Ото († сл. 1334)
- Христиан граф на Олденбург-Делменхорст († пр. 1291), женен ок. 1317 г. за Елизабет фон Росток
- Юта (пр. 1291 – сл. 1322), омъжена за Рудолф III фон Дипхолц (* ок. 1300; † сл. 1350)
- Агнес (* пр. 1291), абатиса в Басум